# Garrulaxe de Vassal
Pterorhinus vassali
Espèce
Statut de conservation UICN

 LC  : Préoccupation mineure
Le Garrulaxe de Vassal (Pterorhinus vassali) est une espèce de passereaux de la famille des Leiothrichidae.

## Répartition
Cet oiseau peuple le sud-est du Laos et le sud du Viêt Nam.

## Classification
Le nom valide complet (avec auteur) de ce taxon est Pterorhinus vassali (Ogilvie-Grant, 1906).
L'espèce a été initialement classée dans le genre Dryonastes sous le protonyme Dryonastes vassali Ogilvie-Grant, 1906,.
Ce taxon porte en français le nom vernaculaire ou normalisé suivant : Garrulaxe de Vassal.
Pterorhinus vassali a pour synonymes :
- Dryonastes vassali Ogilvie-Grant, 1906
- Garrulax vassali (Ogilvie-Grant, 1906)

### Étymologie
Son épithète spécifique, vassali, lui a été donnée en l'honneur du médecin colonel Joseph Vassal (1867-1957) qui a collecté les spécimens étudiés.

### Publication originale
- (en) Ogilvie-Grant, « Three new species of birds from Annam, collected by Dr. J. J. Vassal », Bulletin of the British Ornithologists' Club, Londres, vol. 19, no 127,‎ 1906, p. 12-14 (ISSN 0007-1595, e-ISSN 2513-9894, lire en ligne, consulté le 24 juillet 2024).